# 경민고등학교
경민고등학교(慶旼高等學校)는 대한민국 경기도 의정부시 가능동에 있는 사립 고등학교이다.

## 학교 연혁
- 1967년 4월 23일 : 경기도 의정부시 가능동 산 38번지 임야 62,930평을 홍우준 구입기증
- 1968년 2월 10일 : 학교법인 경민학원 설립인가, 초대 이사장에 홍우준 박사 취임
- 1971년 1월 29일 : 경민상업고등학교 설립인가 (30학급)
- 1971년 3월 5일 : 경민상업고등학교 개교 및 초대 홍우준 교장 취임
- 1982년 8월 18일 : 경민상업고등학교를 경민종합고등학교로 교명 변경
- 1984년 4월 2일 : 경민종합고등학교를 경민고등학교로 교명 변경
- 1992년 9월 1일 : 신축교사로 이전
- 2002년 9월 15일 : 경민고등학교 스터디룸 개관
- 2004년 2월 10일 : 다목적실 개관
- 2004년 4월 3일 : 경민고등학교 외국어관 개관
- 2009년 9월 1일 : 교원능력개발평가 선도학교 지정
- 2011년 7월 1일 : 과목중점형 교과교실제 운영교 선정
- 2021년 2월 15일 : 체육중점 특성화학교 선정
- 2021년 7월 25일 : 교과특성화학교(인공지능정보) 선정
- 2022년 3월 1일 : 혁신학교 선정
- 2022년 1월 6일 : 제50회 졸업식
- 2023년 3월 1일 : 제8대 손태주 교장 취임

## 참고 자료
- 경민고등학교 - 한국교육학술정보원 학교알리미